# Burg Schwalbach am Taunus
Die Burg Schwalbach am Taunus, auch Schwalbacher Burg oder Greiffenclauische Burg genannt, ist eine abgegangene Wasserburg in der Stadt Schwalbach am Taunus im Main-Taunus-Kreis in Hessen. Sie war im Süden des alten Ortskerns am südlichen Ende der heutigen Burgstraße gelegen.

## Geschichte
Der Ort wird wohl erstmal 782 als „Sualbach“ in einer Schenkungsurkunde des Klosters Lorsch genannt. Im Jahre 1213 traten erstmals die Ritter von Schwalbach (Henricus de Swalebach und sein Bruder Hartmudus) in einer Schenkungsurkunde an das Kloster Eberbach auf. 1237 wird Hartmut von Schwalbach erwähnt, der als Zeuge mit einem Hartmut von Sulzbach für Ulrich von Münzenberg, den letzten männlichen Nachkommen der Reichsministerialen Hagen-Münzenberg, in einer Urkunde siegelte. Johann von Schwalbach ist als Vogt ab 1242 nachgewiesen. Die Familie von Schwalbach, auch Vögte von Schwalbach oder Schwalbach von Niederhofheim oder Schwalbach von Boppard genannt und drei Schwalben im Wappen führend, sind zu unterscheiden von den nicht verwandten aber namensgleichen Adelsgeschlecht der Herren von Schwalbach. Die Vögte von Schwalbach waren schon im 14. Jahrhundert in zwei Linien geteilt, und starben 1569 mit dem Tode von Lorenz von Schwalbach im Mannesstamm aus. Da sich die Stadt immer in Abhängigkeit fremder Herren befand, übten deren Vertreter als Vögte oder Schultheißen ihre Herrschaft, auch die Gerichtsbarkeit, in der Burg Schwalbach aus.
Der Standort der Burg am Zusammenfluss von Waldbach und Sauerbornsbach wird als Beweis einer Wasserburg gedeutet. 1326 war die Burg mit der Vogtei über das Dorf mit dem Gericht ein Lehen der Falkensteiner. Die Schwalbacher Burg wurde erstmals 1345 urkundlich direkt erwähnt. In diesem Jahr musste Heinrich Vogt von Schwalbach der Stadt Frankfurt ein Öffnungsrechte gewähren. Nachdem im Jahr 1418 das Falkensteiner Geschlecht ausstirbt, geht das Lehen 1445 an die Eppstein-Königsteiner. Ein Burgfrieden von 1452 bezeugt das Vorhandensein eines Burgwalls. Nach dem Aussterben der Eppsteiner im Jahre 1535 übernahmen die Stolberger die Herrschaft.
Nach dem Aussterben der Schwalbacher 1569 fiel wohl auch das erledigte Burglehen an die Grafen von Stolberg. Diese erneuerten vermutlich um 1573 das Hauptgebäude im Renaissancestil. Streitigkeiten nach dem Tod des Grafen Ludwig zu Stolberg und der Übernahme der Herrschaft durch seinen Bruder Christoph von Stolberg mit Kurmainz, das ebenfalls das Erbe beanspruchte, führten 1581 zu gewaltsamen Auseinandersetzungen, in denen Kurmainz obsiegte. Ab 1604 setzte Erzbischof Johann Schweikhard von Cronberg auch in Schwalbach die Gegenreformation durch.
1622 wurde die Burg von braunschweigischen Truppen im Dreißigjährigen Krieg zerstört und um 1662 als Sitz Kurmainzischer Schultheißen teilweise wieder aufgebaut. Die Burg selbst kommt ab 1669 in den Besitz der Herren von Greiffenclau, wie es auch in einer Karte von 1670 urkundlich wurde. Seit 1819 war die Burg herzoglich-nassauisches Domänengut.
Wann die Befestigungen geschleift wurden, ist nicht bekannt. Die Anlage, in wechselndem Besitz, zerfiel mehr und mehr. Als Verwaltergebäude einer landwirtschaftlichen Domäne hatte es schon 1930 ein Ende als der letzte Pächter auf dem Gut den Betrieb einstellte. Der umliegende Besitz des Hofes war jedoch heiß begehrt. Die Landwirte des Ortes wollten gern zusätzliches Acker- und Weideland zu ihren Höfen in Pacht nehmen. Daneben entstand auf Domänenland südlich des Ortes und der Gutsanlage ein Flugplatz für militärische Zwecke.
Die Luftangriffe der Alliierten im Zweiten Weltkrieg, die schwerste Bombardierung in Schwalbach am 25. September 1944, hatten an den noch bestehenden Gebäuden der Anlage starke Schäden hinterlassen. Notgedrungen waren nach Kriegsende Heimatvertriebene und Flüchtlinge in der Bauruine untergebracht. Eine Nebenerwerbssiedlung für Heimatvertriebene baute man Anfang der 1950er Jahre auf Domänenland auf. Auch die Schwalbacher Wohnstadt Limesstadt wäre ohne das Domänenland nicht entstanden. Die Überreste wurden von 1959 bis 1960 geschleift und der Burgstall wurde mit einem Baumarkt überbaut. Heute erinnert ein Modell der Anlage auf dem Betriebsgelände des Baustoff-Fachhandels Moos und eine Gedenktafel in Bronze vor dem Feuerwehrhaus des Ortes an der Burgstraße an den früheren Standort der Burg.

## Beschreibung

Karte des Ortes um 1670. Die Burg mit „f“ gekennzeichnet an der Nordostecke der Karte und als Greiffenclauische Burg bezeichnet

Da von der ursprünglichen Burg keine Reste oder Zeichnungen blieben, können nur die Renaissanceanlagen des 16. und 17. Jahrhunderts beschrieben werden, wie sie mit späteren Um- und Neubauten um 1960 niedergelegt wurden.
Neben mehreren Nebengebäuden, die im Gutshofstil rechtwinklig um das Hauptgebäude angeordnet waren und mit getreppten Giebeln und Satteldächern versehen waren, bestand das schlossartige Hauptgebäude aus einem zweieinhalbgeschossigen rechtwinkligen Haupthaus mit spitz angelegtem Walmdach, das durch die leicht verkürzten schmalen Seiten auch als Krüppelwalmdach angesprochen werden kann. In der Neuzeit hat das Haupthaus nur noch ein spitz zulaufendes Satteldach. An einer Längsseite stand ein Treppenturm mit spitz zulaufender Haube, diese aber integriert ins Hauptdach, der Turm ebenfalls ins Gebäude übergehende und schräge parallelogrammartige Treppenfenster aufweisend.
Auf der dem Haupteingang des Hauses gegenüberliegenden Seite war ein Anbau, mit vom Treppenturm bis in die erste Etage auslaufendem Schrägdach. Der gegenüberliegende Haupteingang mit Freitreppe und Sandsteinportal über der gotischen Eingangstür befand sich an einer Ecke einer kurzen Seite des Hauses, die einen ebenfalls ins Hauptgebäude integrierten polygonalen Wohnturm aufwies. Dieser zweigeschossig, das pöygone Spitzdach über der Dachtraufe des Hauptdaches startend und in dieses übergehend. In der Neuzeit lehnt sich das Dach des Wohnturms an den aufragenden Giebel an. Beide Etagen durch einen umlaufenden Rundfries geteilt, in der zweiten Etage romanisch anmutende hohe Rundbogenfenster aufweisend, die im Erdgeschoss als einfache breite Halbkreisbögen ausgearbeitet waren. Fast in den Treppenturm einlaufende Fenster des Haupthauses, lassen den Schluss zu, das Treppenturm und Haupthaus unterschiedlicher Zeitstellung sind. Es wird berichtet, dass auf einer Kellertür der Burg die Jahreszahl 1538 eingearbeitet war. Das lässt zumindest für das Haupthaus eine Datierung zu und die Schlussfolgerung, dass noch vor dem Stolbergschen Renaissance-Umbau zu Beginn des 16. Jahrhunderts bereits frühere Um- und Ausbauten erfolgt waren.
Da ein Denkmalschutz um 1960 noch keine große Priorität aufwies, und obwohl der damalige Landeskonservator das historische Gebäude als „sehr wertvoll“ beurteilte, wurden keine Wege beschritten, um das Objekt zu erhalten, zu sanieren oder zu restaurieren. Weder das Land Hessen, noch der Main-Taunus-Kreis oder die Gemeinde selbst verfügten über die notwendigen Mittel zu jener Zeit. So fiel die Schwalbacher Burg 1960 endgültig dem Abriss zum Opfer.